# Eugeó
Eugeó (en llatí Eugeon, en grec antic Εὐγέων o Εὐγαίων) va ser un historiador grec nadiu de l'illa de Samos. És un dels més antics historiadors o logògrafs grecs. L'esmenta Dionís d'Halicarnàs.